# Pallinup
Pallinup folyó Nyugat-Ausztrália Nagy Déli régiójában (Great Southern). A folyó az egyik leghosszabb a régióban. Mellékfolyói átfolynak Borden és Gnowangerup városain.